# Материнско удружење
Угледни београдски женски лекар Јован Јовановић, изнео је 4. децембра 1906. године у једном кругу београдских госпођа своју идеју о оснивању за оснивање једног приватног друштва, које би се бавило физичком и моралном заштитом одојчади и мале деце. Први састанак оснивача Материнског удружења отворила је цењена социјална радница Сара Карамарковић и том приликом истакла хуману и националну дужност жена да помогну нејакој деци. Сара Карамарковић била је и прва председница удружења, а Драга Љочић прва потпредседница. Осим њих овом оснивачком састанку присуствовале су и Јелена Ризнић, Јела Стокић, Милева Барловац,Милева Џеваировић, Мила Јовановић, Наца Стефановић, Софија Љ.Ивановић, Смиља Б. Ристић и Христина Јовановић.
Први дом Материнког удружења отворен је 15. јануара 1907. године у Студеничкој улици број 34 у Београду. Недуго потом дом је пресељен у Ресавску улицу број 90, у зграду коју је митрополит уступио под кирију удружењу. Овај дом ће већ те године имати 42 детета, иако је био спреман за доста мањи број. У јавности је ово удружење гласно критиковано, са образложењем да се тако шири неморал, пошто су већина штићеница и штићеника била ванбрачна деца. Захваљујући великом угледу који је Драга Љочић уживала,она је успела да се избори и добије зграду где су незбринута деца смештана,такође се изборила да Удружење добије извесну материјалну подршку од Београдске општине. Однос јавности се према овом удружењу и њиховимштићеницима променио када је покровитељица друштва постала принцеза Јелена Карађорђевић, ћерка краља Петра I. Поред помоћи општине,друштво је добијало и сталну годишњу помоћ од Санитетског одељења Министарства унутрашњих дела. Рад друштва је помагало и Српско друштво Црвеног крста, као и бројни појединци, нарочито београдски трговци. На жалост, рад друштва је био ограничен само на Београд, па се у унутрашњости мало ко бринуо за незбринуту и напуштену децу.
После Првог светског рата управа овог друштва успела је да сагради властити дом на углу улица Краља Милутина и Војводе Миленка у Београду. Зидање су омогућили краљевска породица, затим и општина града Београда, као и многи добротвори и пријатељи друштва. Нови дом је свечано освећен и отворен 4. децембра 1925. године. Да би се омогућило отплаћивање дуга Хипотекарној банци, друштво је други спрат овог дома издало под кирију Државној зубној поликлиници. Касније је нађена могућност, уз помоћ државе и београдске општине, да се и тај део зграде адаптира за потребе удружења и самим тим број деце и мајки, које је дом могао да прими, се знатно повећао. Дом је зидан тако да одговара захтевима модерне хигијене и да задовољи све потребе штићеника. То се јако брзо одразило на смањену смртност деце, која је 1925. године износила 30%, док је 1930. године била 5%.
У административном погеду Дом је био аутономна установа, управа Материнског удружења је на сарадњу позвала и Министарство социјалне политике и народног здравља, као и Општину града Београда. На тај начин формиран је Извршни одбор који управља Домом преко управника. Чланове Извршног одбора бирали су управа Материнског удружења од својих чланица, Министарство социјалне политике и народног здравља и Општина града Београда. Председница Материнсог удружења је уједно и председница Извршног одбора.

## Деца која се примају у Дом
Критеријуми за примање деце су јако сторги, пре свега што је сама установа била ограничених могућности, тако да је Дом био опција само за заиста угрожену децу и мајке. Одојчад без мајке могла су бити примљена само у следећим случајевима:
- Находчад
- новорођенчад и одојчад у првим месецима, којима је умрла мајка, а немају никога да их негује и храни
- новорођенчад из туберкулозне средине, која се само примањем у Дом могу сачувати од инфекције
- одојчад којима се мајка разболела, а немају никога да их негује и храни, док им мајка оздрави
- вештачки храњена одојчад, код којих се поремећај исхране и варења могу савладати амбулантно
- новорођенчад у првим месецима, који због слабости требају посебну негу и стални лекарски надзор
- злостављана, запуштена или из ма којих разлога угрожена, вештачки храњена одојчад

Мала деца највише до навршетка треће године живота примају се у дом само у изузетним случајевима, када не постоји никава друга алтернатива. 

## Услови пријема деце са мајком дојиљом
Одојчад са мајком дојиљом примају се у следећим случајевима:
- уколико мајка после изласка из породилишта нема кров над главом ни средства за издржавање себе и детета. Циљ оваквог примања је да се детету у првим месецима живота осигура мајчино млеко и веза са мајком, како би се међусобно повезали и дете постало здраво и јако
- ако је дојење ма из ког разлога отежано, а тешкоћа се не може савлдати амбулантно
- ако је из било ког разлога угрожено дојење, а детету је још неопходно и може се осигурати само примањем мајке са дететом у Дом

Боравак мајке са дететом у Дому био је вишеструко користан, многе мајке које нису у почетку желеле дете, у Дому се зближавају са њим и заволе га, радом у домаћинству мајке су могле доста тога научити и врло често зарадити. Такође, дајући своје млеко деци која су без мајке, спасавале су живот тој деци и омогућавале да ојачају и буду здрава.

## Деца која не могу бити примљена у дом
- Дете које родитељи желе предати у Дом само ради властитог комодитета, без икакве потребе
- дете које се може збринути у отвореној или полуотвореној заштити у властитој или туђој породици или обданишту, или које је тамо већ довољно збринуто
- дете чија је мајка здрава и жели да га се ослободи из било ког разлога
- дете или мајка са заразном болешћу, такве природе да би се угрозили остали штићеници
- дете или мајке којима Дом не може да пружи одговарајуће услове и негу
- када су места у Дому већ попуњена
- ни једна жена, са или без детета, не може се примити у Дом само да би била дојиља другој деци

Одлучивати о томе које дете и мајка ће бити примљено није био лак посао, посебно када су места у Дому била попуњена. Избор деце де вршио по следећим принципима:
- дете које је ван завода у већој опасности, примиће се пре него оно мање угрожено
- дете за које је више вероватно да ће примањем у дом бити обезбеђено и за даљу будућност, а не само током боравка у Дому
- дете чија је индикација за примње у Дом документована има предност у односу на дете чија није
- уколико су сви услови једнаки деца се примају по реду, како су и пријављена за пријем.[1]

## Платежна места у дому
После проширења дома резервисано је и неколико места која су се плаћала, и то из два разлога. 
- Многе јавне и приватне установе желеле су да сносе бар део трошква за издржавање детета у Дому када га тамо упућују. Многи родитељи, чијем се детету могао спасити живот само примањем у Дом на извесно време, радо сносе све или бар део трошкова
- Дом сам није имао толико средстава да би се у њему могао издржавати пуни број деце.

Две трећине места у Дому била су бесплатна и намењена најсиромашнијој деци, док је једна трећина била платежна. Цифра која се плаћала била је 30 динара за један дан и иста је цена била уколико би дете било само, као и ако је и мајка примљена са њим. Државне и друге институције плаћале су половину за своје штићенике, уколико би сва бесплатна места била попуњена. Са децом имућнијих родитеља, који су у могућности исплатити пун трошак за боравак, не могу се попунити више од једне трећине свих платежних места. Платежна и бесплатна деца нису се ни по једном критеријуму делила у Дому и била су потпуно једнака у свим правима и привилегијама. 

## Отпуштање деце из дома
Отуштање деце из Дома није био ништа лакши посао од њиховог пријема. Прераним отпуштањем детета могло се угрозити све до тада постигнуто у Дому, а са друге стране није било поштео према осталој деци уколико би се неко дете задржавало дуже, а његове потребе се могу задовољити и ван установе. Тако су се за отпуштање деце из Дома користили следећи принципи:
- када престану важити узроци због којих је дете било примљено
- када прође одређено време на које је дете било примљено, што се установљавало приликом пријема
- када се установи да узроци због којих је дете били примљено нису постојали
- када се нађу повољнији услови за дете и ван установе
- када је онај који је дужан да плаћа за дете заостао са плаћањем за један месец
- када се мајка или дете разболе од болести, која се не може лечити у самом Дому, а може бити штетна по друге штићенике. У оваквом случају шаљу се у одговрајућу болницу.
- када мајка својим понашањем угрожава рад или хигијену у установи, или се противи правилнику, одредбама кућног реда или наредбама лекара
- у сваком случају када дете напуни три године

Мајка доиља се отпушта заједно са дететом, а дете се неретко могло задржати и по отпуштању мајке, уколико би здравствени разлози то налагали. Децу која су без родитеља преузимају друге стручне установе и брину се даље о њима.